# Durian Mukut
Durian Mukut is een bestuurslaag in het regentschap Merangin van de provincie Jambi, Indonesië. Durian Mukut telt 417 inwoners (volkstelling 2010).